# Together With Me The Series
 (juin 2018).
Bad Romance The Series Together With Me: The Next Chapter
Together With Me The Séries est un drama BL thaïlandais, spin-off du drama Bad Romance The Series, mais se plaçant chronologiquement avant ce dernier. Une suite, Together With Me: The Next Chapter, est en préparation et se déroule après les événements de Bad Romance The Series.

## Synopsis
Korn et Knock sont des amis d'enfance qui se sont perdus de vue depuis le déménagement de Knock. Ils se retrouvent à la fac. À la suite d'une soirée alcoolisée chez eux, les deux étudiants couchent ensemble. Le problème c'est que Knock est en couple avec une fille...

## Personnages
- Korn
- Knock
- Yihwa est la meilleure amie de Korn et a le béguin pour Knock dès leur première rencontre. Elle est très perspicace et aidera Korn dans les épreuves qu'il vivra.

## Distribution
- Max Nattapol Diloknawarit [1]: Korn
- Pakorn Thanasrivanitchai : Knock
- Aim Satida Pinsinchai [2] : Plernpleng, fiancée de Knock
- Pimnitchakun Bumrungkit [3] : Yihwa, amie de Korn
- Sek Suthaphong Tripobphoom[4] : Mew, ex-ami de Korn, qui voudrait renouer leur relation [5].
- C'Game Tantimaporn Supawit [6]: Farm, étudiant amoureux du Dr Bright
- Porsche Apiwat Apiwatsayree [7] : Dr Bright, séduit Farm mais n'est pas fidèle
- Mai Sukontawa Koetnimit (ou Kerdnimit) [8] : Kavitra, enseignante
- Tem Khamphee Noomnoi [9] : Phubet (Phu), étudiant amoureux de Kavitra

## Succès
Poowin Bunyavejchewin (Université Thammasat) estime que la série “Together With Me” a eu un profond impact sur la société en Thaïlande. Thomas Baudinette (Macquarie University) explique l'influence des mangas sur le genre « boys' love », et le succès de la série aux Philippines, qui favorisera le genre boys' love philippin . Ce genre est apprécié aussi dans les provinces rurales . L'influence des mangas est marquante . 